# Halve marathon van Egmond 2017
De 45e editie van de halve marathon van Egmond vond plaats op zondag 8 januari 2017. De weersomstandigheden waren deze editie relatief gunstig. Het was bewolkt en er stond weinig wind.
De overwinning op de halve marathon bij de mannen ging na een spannende eindstrijd naar de Ethiopiër Dawit Wolde. Hij finishte in 1:02.41. Hij won de wedstrijd voor de tweede maal (eerste keer in 2012). Twee seconden later finishte de Nederlander Abdi Nageeye, nipt voor Ghirmay Ghebreslassie.
Bij de vrouwen won de Bahreinse Desi Jisa in 1:12.08. Ook hier was sprake van een spannende strijd. De Ethiopische Azemera Abreha werd tweede in 1:12.11. Beste Nederlandse was Ruth van der Meijden op de vijfde plaats.
Naast de halve marathon kende het evenement een wedstrijd met als afstand een kwart marathon (10,5 km).

## Uitslagen

### Mannen
| pos. | atleet                 | land      | tijd    |
| ---- | ---------------------- | --------- | ------- |
| 1    | Dawit Wolde            | Ethiopië  | 1:02.41 |
| 2    | Abdi Nageeye           | Nederland | 1:02.43 |
| 3    | Ghirmay Ghebreslassie  | Eritrea   | 1:02.43 |
| 4    | Kalipus Lomwai         | Kenia     | 1:02.44 |
| 5    | Tesfaye Abera          | Ethiopië  | 1:04.53 |
| 6    | Ykalo Fsaha            | Eritrea   | 1:05.23 |
| 7    | Michel Butter          | Nederland | 1:05.41 |
| 8    | Régis Thonon           | België    | 1:05.52 |
| 9    | Ronald Schröer         | Nederland | 1:06.10 |
| 10   | Roy Hoornweg           | Nederland | 1:06.25 |
| 11   | Willem Van Schuerbeeck | België    | 1:06.35 |
| 12   | Dennis Laerte          | België    | 1:07.56 |
| 13   | Edwin de Vries         | Nederland | 1:08.00 |
| 14   | Yakoub Labquira        | Marokko   | 1:08.09 |
| 15   | Michael Brandenbourg   | België    | 1:08.10 |
| 16   | Frank Futselaar        | Nederland | 1:08.19 |
| 17   | Mike Teekens           | Nederland | 1:08.21 |
| 18   | Kjell de Hondt         | België    | 1:08.26 |
| 19   | Ambroise Uwiragiye     | Oeganda   | 1:08.29 |
| 20   | Ricardo Floris         | Nederland | 1:08.33 |

### Vrouwen
| pos. | atleet               | land      | tijd    |
| ---- | -------------------- | --------- | ------- |
| 1    | Desi Jisa            | Bahrein   | 1:12.08 |
| 2    | Azemera Abreha       | Ethiopië  | 1:12.11 |
| 3    | Ivy Kibet            | Kenia     | 1:12.14 |
| 4    | Tejitu Siyum         | Ethiopië  | 1:12.50 |
| 5    | Ruth van der Meijden | Nederland | 1:13.58 |
| 6    | Andrea Deelstra      | Nederland | 1:14.53 |
| 7    | Jamie van Lieshout   | Nederland | 1:16.02 |
| 8    | Jill Holterman       | Nederland | 1:16.41 |
| 9    | Belaynesh Shifera    | Ethiopië  | 1:17.00 |
| 10   | Hanna Vandenbussche  | België    | 1:17.04 |
| 11   | Jacelyn Gruppen      | Nederland | 1:17.29 |
| 12   | Karen Van Proeyen    | België    | 1:19.19 |
| 13   | Irene van Lieshout   | Nederland | 1:19.28 |
| 14   | Pauline Claessen     | Nederland | 1:20.50 |
| 15   | Marije te Raa        | Nederland | 1:21.04 |
| 16   | Miriam van Reijen    | Nederland | 1:21.33 |
| 17   | Sanne Broeksma       | Nederland | 1:21.45 |
| 18   | Renée Vranken        | Nederland | 1:22.23 |

1973 ·
1974 ·
1975 ·
1976 ·
1977 ·
1978 ·
1979 ·
1980 ·
1981 ·
1982 ·
1983 ·
1984 ·
1985 ·
1986 ·
1987 ·
1988 ·
1989 ·
1990 ·
1991 ·
1992 ·
1993 ·
1994 ·
1995 ·
1996 ·
1997 ·
1998 ·
1999 ·
2000 ·
2001 ·
2002 ·
2003 ·
2004 ·
2005 ·
2006 ·
2007 ·
2008 ·
2009 ·
2010 ·
2011 ·
2012 ·
2013 ·
2014 ·
2015 ·
2016 ·
2017 ·
2018 ·
2019 ·
2020 ·
2021 ·
2022 ·
2023 ·
2024 ·
2025